# Thu hồi tình trạng đặc biệt của Jammu và Kashmir

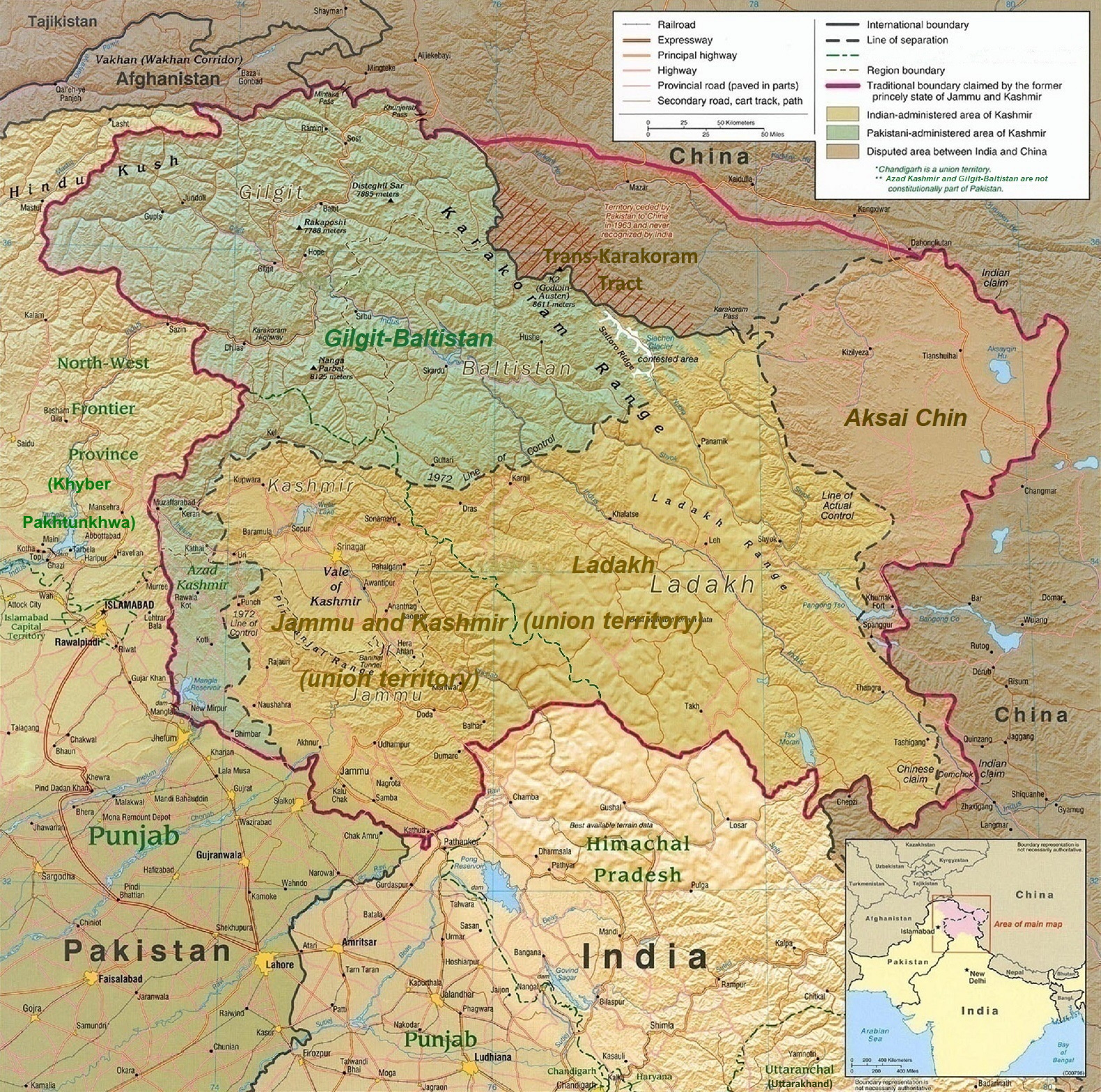
Bản đồ khu vực Kashmir đang tranh chấp cho thấy khu vực do Ấn Độ quản lý trong vàng chanh. Jammu và Kashmir gần như là một nửa bên trái của khu vực này. Kashmir do Pakistan quản lý được hiển thị trong xanh trà và Kashmir do Trung Quốc quản lý trong nâu vàng.

Vào ngày 5 tháng 8 năm 2019, Chính phủ Ấn Độ đã thu hồi tình trạng cách đặc biệt, hoặc tự chủ hạn chế, được cấp theo Điều 370 của Hiến pháp Ấn Độ thành Jammu và Kashmir - một khu vực được quản lý bởi Ấn Độ bao gồm phần lớn hơn của Kashmir từng là chủ đề tranh chấp giữa Ấn Độ, Pakistan và Trung Quốc kể từ năm 1947.
Trong số các hành động của chính phủ Ấn Độ đi kèm với việc thu hồi là cắt đứt đường dây liên lạc trong Thung lũng Kashmir, một khu vực bị kìm kẹp bởi một cuộc nổi dậy ly khai kéo dài. Một số chính trị gia hàng đầu Kashmir bị bắt giam, trong đó có cựu thủ tướng, Các quan chức chính phủ đã mô tả những hạn chế này như được thiết kế để ngăn chặn bạo lực, và biện minh cho việc thu hồi để cho phép người dân của tiểu bang truy cập các chương trình của chính phủ như đặt chỗ, quyền giáo dục và quyền thông tin.
Phản ứng ở Thung lũng Kashmir trên thực tế đa giảm sự im lặng vì liên lạc bị cắt đứt. Nhiều người theo chủ nghĩa dân tộc đã ăn mừng, tuyên bố chuyển sang trật tự công cộng và thịnh vượng ở Kashmir. Trong số các đảng chính trị ở Ấn Độ, việc thu hồi được Đảng Bharatiya Janata cầm quyền ủng hộ, và, trong số những tổ chức khác, bởi đảng Bahujan Samaj, đảng Aam Aadmi, AIADMK, đảng Telegu Desam và Shiv Sena. Nó bị phản đối bởi Đảng Quốc đại Ấn Độ, Hội nghị Quốc gia Jammu & Kashmir, Đảng Dân chủ Nhân dân Jammu và Kashmir, Quốc đại Trinamool, Janata Dal (United) và DMK. Ở Ladakh, người dân ở khu vực Kargil, là người Hồi giáo Shia và tạo thành đa số dân số Ladakh, đã phản đối; tuy nhiên, cộng đồng Phật giáo ở Ladakh ủng hộ quyết định này.
Tổng thống Ấn Độ đã ban hành một mệnh lệnh theo thẩm quyền của Điều 370, ghi đè Lệnh Tổng thống hiện hành năm 1954 và vô hiệu hóa tất cả các điều khoản tự chủ được trao cho nhà nước. Bộ trưởng Nội vụ đã giới thiệu Dự luật sắp xếp lại trong Quốc hội Ấn Độ, tìm cách chia bang thành hai lãnh thổ liên minh để được cai quản bởi một thống đốc và một cơ quan lập pháp đơn viện. Nghị quyết yêu cầu hủy bỏ tình trạng đặc biệt theo Điều 370 và dự luật tái tổ chức nhà nước đã được tranh luận và thông qua bởi Rajya Sabha - thượng viện của quốc hội Ấn Độ - vào ngày 5 tháng 8 năm 2019. Vào ngày 6 tháng 8, Lok Sabha - Hạ viện của Ấn Độ - đã tranh luận và thông qua dự luật sắp xếp lại cùng với nghị quyết đề nghị hủy bỏ.